# Kenneth Hare
Fredrick Kenneth Hare né le 5 février 1919 à Wylye et mort le 3 septembre 2002 à Oakville est un climatologue canadien qui a étudié le dioxyde de carbone atmosphérique, le changement climatique, les climats de la zone aride et un ardent défenseur de la préservation de l'environnement naturel.

## Biographie
Né à Wylye dans le Wiltshire, en Angleterre, il a reçu un baccalauréat ès sciences en 1939 du King's College de Londres. Pendant la Seconde Guerre mondiale, il fut un météorologue avec le ministère de l'Air britannique.
Après la guerre, il rejoint l'Université McGill à titre de professeur adjoint. En 1950, il a reçu un doctorat en géographie de l'Université de Montréal. En 1959, son équipe de spécialistes du climat arctique a joint un groupe de physiciens du radar météorologique, dirigé par le Dr J. Stewart Marshall, pour former le Département de météorologie de McGill.
De 1962 à 1964, il a été doyen des arts et des sciences de l'Université McGill. De retour en Angleterre en 1964, il est nommé directeur de Birkbeck College de 1966 à 1968 et fut président de la Royal Meteorological Society de 1967 à 1968.
En 1968, il est revenu au Canada comme de cinquième président de l'Université de la Colombie-Britannique à un moment très houleux de son histoire, les étudiants protestant des conditions de vie et de la liberté des études. Hare remit sa démission en 1969, à peine 18 mois après son arrivée, ne pouvant gérer la situation. Il rejoignit l'Université de Toronto (U de T) à titre de professeur de géographie et de physique en 1974. De 1974 à 1979, il fut directeur de l'Institut pour les études environnementales à l'université. De 1979 à 1986, il fut doyen de l'université de Trinity College dans la même ville. De 1988 à 1995, il était le sixième chancelier de l'Université Trent à Peterborough. De 1992 jusqu'à sa mort en 2002, il a présidé nationale le Conseil national de planification climatique du Canada.
Il est décédé le 3 septembre 2002 à Oakville, Ontario.

## Recherches et intérêts
Les intérêts de recherche de Hare inclus le dioxyde de carbone atmosphérique, le changement climatique, la sécheresse et les climats de la zone aride. Il était un ardent défenseur de la protection de l'environnement naturel et il a servi sur une grande variété de commissions et de comités sur des sujets comme les pluies acides, la désertification, les métaux lourds dans l'environnement, les réacteurs nucléaires (et leurs déchets), l'ozone, l'effet de serre et le changement climatique. Il était sur le comité consultatif de recherche et de développement d'Énergie atomique du Canada et a mené des études sur la gestion des déchets nucléaires en Suède et en France.
Kenneth Hare a estimé que le défi environnemental le plus urgent auquel est confronté le Canada est le changement climatique causé par l'utilisation excessive de combustibles fossiles. Il a préconisé une gérance efficace de l'énergie nucléaire comme une alternative viable. Tout au long de sa vie, Hare a défendu en public et par écrit ces questions.
De 1986 à sa démission en 1989, il préside l'Advisory Group on Greenhouse Gases, consacré à ce thème.

## Reconnaissance
Hare a reçu la Médaille Massey de la Société géographique royale du Canada en 1974. En 1978, il a été fait Officier de l'Ordre du Canada et a été promu au rang de Compagnon en 1987.
En 1987, il a reçu la médaille Sir John William Dawson, pour les contributions importantes aux connaissances dans de nombreux domaines par la Société royale du Canada dans laquelle il a été Fellow. La même année, il a reçu la Médaille Cullum de géographique par la Société américaine de géographie.
En 1989, il a reçu l'Ordre de l'Ontario et le Prix international décerné par l'Organisation météorologique mondiale. Il a reçu des doctorats honorifiques de 11 universités.
En novembre 2017, Services partagés Canada a commémoré deux scientifiques canadiens, Harriet Brooks et Kenneth Hare, en nommant des superordinateurs en leur honneur.